# Akademicki Chór Politechniki Śląskiej
Akademicki Chór Politechniki Śląskiej – chór uczelniany Politechniki Śląskiej istniejący od 1945 r.

## Historia
Akademicki Chór Politechniki Śląskiej założyli byli studenci i pracownicy  Politechniki Lwowskiej jako kontynuację dawnego Lwowskiego Chóru Technickiego. Chór początkowo przyjął nazwę Akademicki Chór Studentów Politechniki Śląskiej „ECHO” i został zarejestrowany jako stowarzyszenie w 1945 i przez pierwsze cztery lata pracował pod kierunkiem Zbigniew Brulińskiego.
W grudniu 1949 r. stowarzyszenie zostało  rozwiązane i od 1950 r. w ramach organizacji studenckich zespół działał pod kierunkiem Zbigniewa Toffla, początkowo jako chór męski i orkiestra symfoniczna, a od 1952 jako chór mieszany, orkiestra i balet, występując pod nazwą Zespołu Pieśni i Tańca.
W 1957 r. dyrygentem zostaje chórmistrz Józef Szulc a zespół przyjął nazwę Akademicki Chór i Balet Politechniki Śląskiej, a od 1963 Akademicki Chór Politechniki Śląskiej. Po śmierci J. Szulca w 1985 r. z chórem pracuje Piotr Laskowski. W styczniu 1986 kierownictwo artystyczne objął symfonik Tadeusz Babiński. Od listopada 1991 r. przez kolejne cztery lata dyrygentem była Krystyna Krzyżanowska-Łoboda. Od 1964 r. pracował w chórze pełniąc przez wiele lat funkcję II dyrygenta Lucjusz Anders.
W lutym 1996 kierownictwo Chóru przejął Czesław Freund. Pod jego kierunkiem przygotowywał się jego następca – Tomasz Giedwiłło, który kierownictwo artystyczne przejął w styczniu 2006.

## Repertuar
Zespół wykonuje utwory muzyki dawnej i współczesnej, polskich i zagranicznych kompozytorów, opracowania muzyki ludowej, a także duże formy instrumentalno – wokalne, m.in.: Beethovena, Händla, Mozarta, Rossiniego, Ruttera, Twardowskiego oraz Maurice Duruflé, prezentując w kwietniu 2007 roku jego „Requiem” z akompaniamentem prof. Juliana Gembalskiego. Utwór ten w 2008 roku chór (z towarzyszeniem przy organach Henryka Jana Botora) prezentował również w Tychach z towarzyszeniem Orkiestry Kameralnej AUKSO pod kierownictwem Marka Mosia w 2009 roku oraz w Poznaniu, w ramach X cyklu koncertowego Non Omnis Moriar.
W 2013 roku Chór wraz z Narodową Orkiestrą Symfoniczną Polskiego Radia wykonał „Stworzenie Świata” Josepha Haydna podczas inauguracji VIII edycji festiwalu im. G. G. Gorczyckiego.

## Występy
W kraju Chór ma ok. 40 występów rocznie. W trakcie ponad 30 wyjazdów do prawie wszystkich krajów Europy, na Syberię, do Kanady, Stanów Zjednoczonych, Korei Południowej i Ameryki Południowej Chór dał ponad 100 koncertów.
Od stycznia 2006 roku, kiedy kierownictwo artystyczne nad zespołem z rąk profesora Czesława Freunda przejął Tomasz Giedwiłło chór koncertował m.in.: na Słowacji, w Urugwaju, Argentynie, w Bośni i Hercegowinie, na Węgrzech i we Włoszech.
W 2008 i 2009 zespół koncertował w Rosji (Nowosybirsk), odbył trasę koncertowa w Irlandii, gdzie brał udział m.in. w Piperworks Festival w Dublinie.  W sierpniu 2009 Chór brał udział w XIX Międzynarodowym Sympozjum Kodályowskim. W tym samym roku odbył trasę koncertową po krajach bałkańskich, gdzie brał udział w Ohrid Choir Festival w Macedonii, a także koncertował w Albanii, Serbii i w Grecji.
W 2011 Chór odbył trasę koncertową po krajach skandynawskich, gdzie brał udział w koncertach m.in. w Göteborgu, Ulricehamn, Sztokholmie. W tym samym roku zespół uczestniczył w The International Choral Festival of Visegrad w Ostrawie.
W 2012 Chór odwiedził Republikę Południowej Afryki, gdzie koncertował na całym południowym wybrzeżu Afrykańskiego kontynentu.
11 listopada 2018 roku z okazji setnej rocznicy odzyskania przez Polskę niepodległości Chór wziął udział w koncercie rocznicowym organizowanym przez Polonię w Londynie w Royal Albert Hall.

## Działalność wydawnicza
Chór wydał 8 kaset i 4 płyty kompaktowe oraz książkę Akademicki Chór Politechniki Śląskiej w Gliwicach 50 lat i trzy zeszyty Śpiewaka Śląskiego – pisma Oddziału Śląskiego Polskiego Związku Chórów i Orkiestr (z okazji 55-lecia i 60-lecia oraz Księgi Lwowskiego Chóru Technickiego.
W 2006 roku zespół nagrał i wydał płytę Na niebie słychać śpiewy anielskie z kolędami w opracowaniu Henryka Jana Botora – tyskiego kompozytora, organisty i pedagoga Akademii Muzycznej w Krakowie.
W 2008 roku, w listopadzie, chór zarejestrował materiał na najnowszą płytę, pt. Missa Nova – kompozycja na chór, solistów i orkiestrę jazzową, w której prawykonaniu Akademicki Chór Politechniki Śląskiej uczestniczył w kwietniu. W sesji nagraniowej chórowi towarzyszyła kompozytorka – Małgorzata Maliszczak – pianistka, kompozytorka i pedagog Instytutu Jazzu Akademii Muzycznej w Katowicach. Płyta miała swoją premierę podczas koncertu jubileuszowego w 2010 roku.

## Festiwal Gliwickie Spotkania Chóralne
Od 1980 roku chór jest organizatorem ogólnopolskiego festiwalu Gliwickie Spotkania Chóralne. Ta muzyczna impreza na stałe wpisała się w pejzaż muzyczny Gliwic stanowiąc wyjątkową okazję dla popularyzacji muzyki chóralnej rodzimej i światowej będąc przeglądem dorobku zaproszonych chórów.

## Nagrody
Zespół jest laureatem wielu krajowych i międzynarodowych konkursów. Chór Uzyskał ponad 50 nagród muzycznych i wyróżnień za swą społeczną działalność, m.in. nagrodę: Ministra Kultury i Sztuki. W 1996 i w 2005 roku otrzymał nagrody Prezydenta Miasta Gliwice, władze uczelni przyznały mu w 1998 roku Odznakę Zasłużonemu dla Politechniki Śląskiej oraz w 2005 roku Medal 60-lecia za szczególne zasługi dla rozwoju uczelni. Laury zdobyte w ostatnim czasie to m.in.
- Grand Prix XIV Ogólnopolskiego Festiwalu Polskiej Pieśni Chóralnej z pucharem Prezydenta RP (2006),
- I nagrodę w kat. chórów akademickich IX Łódzkiego Festiwalu Chóralnego Łódzki Festiwal Chóralny „Cantio Lodziensis” (2006),
- I nagrodę w kat. chórów mieszanych w XVI Myślenickim Festiwalu Pieśni Chóralnej (2007),
- I nagrodę w kat. utworu narodowego VII Międzynarodowego Festiwalu Chóralnego w Bośni i Hercegowinie (2007),
- pierwsze miejsce w przesłuchaniach na międzynarodowym konkursie chóralnym XVII Ohrid Choir Festival w Macedonii (2009),
- GRAND PRIX XII Międzynarodowych Spotkań Chóralnych AD GLORIAM DEI w Pińczowie (2011)[2].